# Колективни нарцизам
Колективни нарцизам или групни нарцизам проширује концепт индивидуалне нарцисоидности на друштвени ниво, а представља тенденцију за преувеличавањем позитивне слике и значаја групе којој појединац припада. Док се класична дефиниција нарцисоидности фокусира на појединце, колективни нарцизам тврди да неко може имати слично претерано високо мишљење о групи и да група може да функционише као нарцисоидан ентитет. Колективни нарцизам повезан је са етноцентризмом. Међутим, етноцентризам првенствено се фокусира на самоцентричност на етничком или културном нивоу, док се колективни нарцизам шири на било коју врсту групе, изнад само културе и националности. Док је етноцентризам тврдња да је група супериорна, колективни нарцизам је самообрамбена тенденција да се неиспуњено самопоштовање улаже у веровање да је група јединствена и јака. Према томе, очекује се да група постане средство актуализације фрустрираног самопоштовања. Када се примени на националну групу, колективни нарцизам је сличан национализму: жељи за националном надмоћношћу. Позитивно преклапање између задовољства групе и колективног нарцизма потискује колективно нарцисоидно међугрупно непријатељство.